# Pontiac (district électoral du Canada-Uni)
Pour les articles homonymes, voir Pontiac.
Circonscription électorale provinciale du Canada
Pontiac est un district électoral de l'Assemblée législative de la province du Canada.

## Liste des députés
| Années | Années      | Député       | Affiliation  |
| ------ | ----------- | ------------ | ------------ |
|        | 1854 - 1858 | John Egan    | Réformiste   |
|        | 1858 - 1861 | Edmund Heath | Conservateur |
|        | 1861 - 1863 | John Poupore | Bleu         |
|        | 1863 - 1867 | John Poupore | Bleu         |